# Estatuto de Kalisz

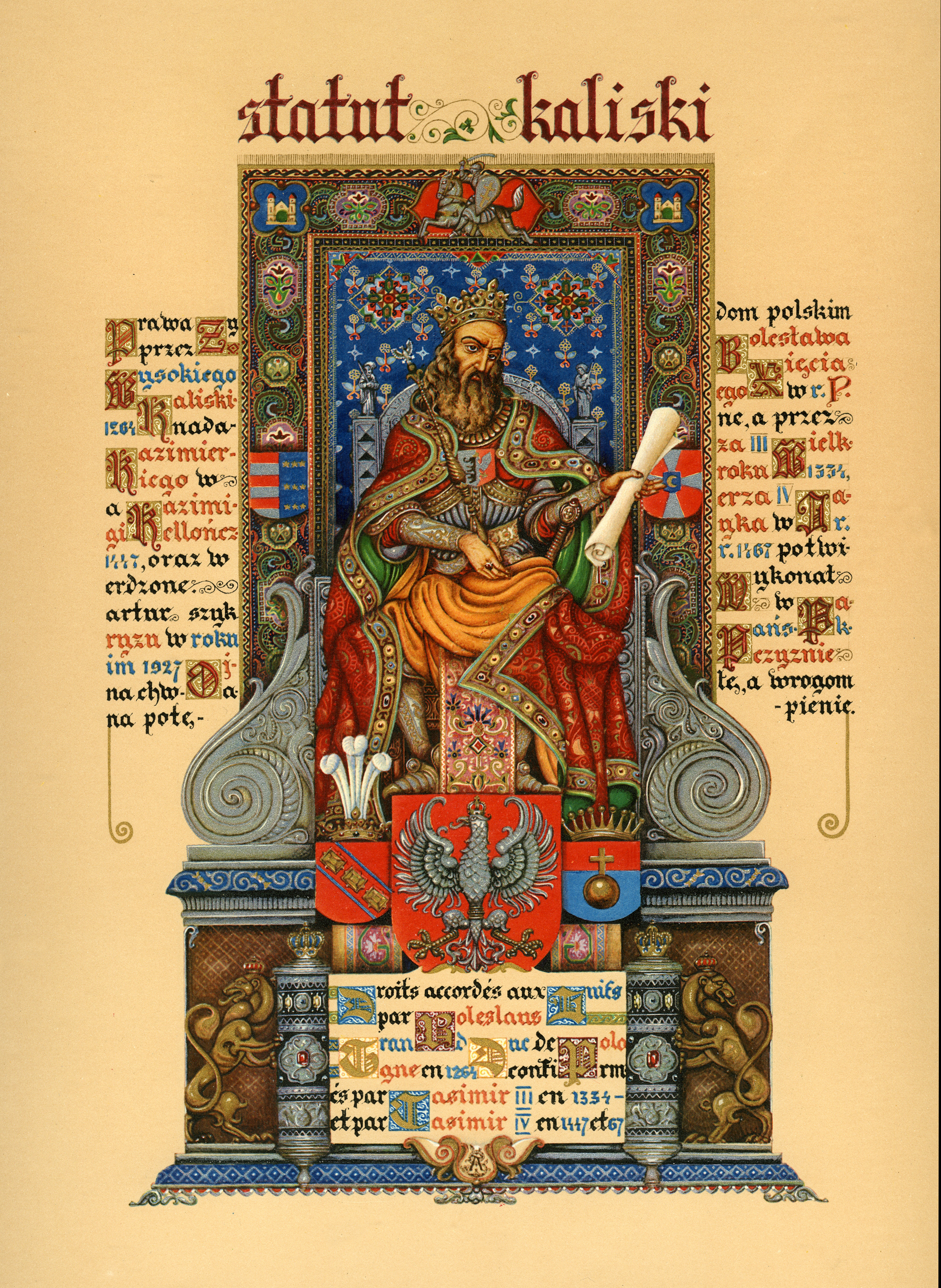
Interpretación visual del Estatuto de Kalisz, realizada en 1927 y publicada en 1932 por Arthur Szyk. En su portada aparece el rey Casimiro III.

El estatuto de Kalisz es un documento que establece las libertades de los judíos y regula sus obligaciones con los cristianos en Polonia. Se considera el primer proceso emancipatorio de los judíos europeos, cinco siglos antes del resto del continente.
El documento fue emitido por el príncipe Boleslao I el Piadoso, duque de la Gran Polonia, en la ciudad de Kalisz el 8 de septiembre de 1264. El estatuto sirvió de base para la posición de los judíos, constituyendo una entidad jurídica independiente hasta la desaparición del estado polaco en 1795, y aseguró una jurisdicción exclusiva sobre asuntos judíos con libre acceso a los tribunales, y establecer un tribunal diferente para causas que involucran judíos y cristianos. Además, consiguió la libertad personal y seguridad para los judíos, incluyendo la libertad de religión, el libre comercio y la seguridad de ir y venir a través de fronteras. El Estatuto fue ratificado en varias ocasiones por sucesivos reyes polacos: Casimiro III en 1334, Casimiro IV en 1453, y Segismundo I en 1539 antes de fusionarse con la Constitución del 3 de mayo, cuando se diluye a unos pocos ítems.